# Garami László (szobrász)
Garami László (Rinyaújlak, 1921. október 5. – Budapest, 2003. május 18.) magyar szobrász.

## Életpályája
1938 és 1947 között az Iparművészeti Főiskolán, 1947 és 1952 között pedig a Magyar Képzőművészeti Főiskolán tanult. Az Iparművészeti Főiskolán a mesterei Lux Elek, Reményi József, Erdey Dezső és Ohmann Béla, a Magyar Képzőművészeti Főiskolán pedig Kisfaludi Strobl Zsigmond és Pátzay Pál voltak.
Egész életében kitűnő tanuló volt, annak ellenére, hogy nem gazdag családból származott és nehéz korszakokon ment keresztül.  Rendkívüli szorgalmának és kitartásának köszönheti, hogy meg tudott élni. Garami Lászlónak egyéni kiállítása nem volt, mivel nem volt a kommunista rendszer barátja, azonban számos csoportos kiállításon szerepeltek az alkotásai. 1968-ban nősült meg, 3 gyermeke született, két lánya és egy fia.

## Köztéri alkotásai

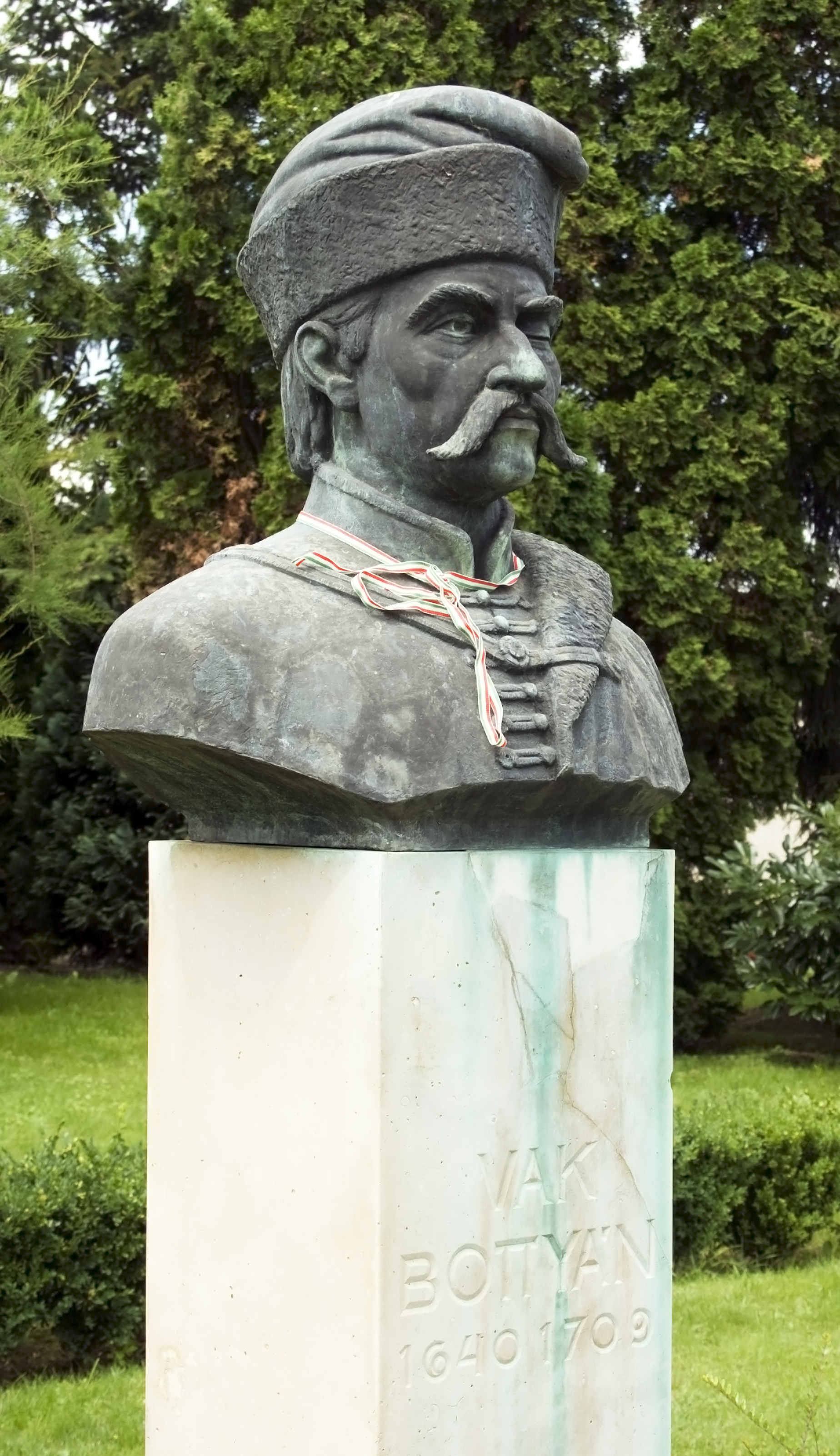
Vak Bottyán mellszobra a vajai várkastély szoborparkjában – Garami László 1981-ben felállított alkotása

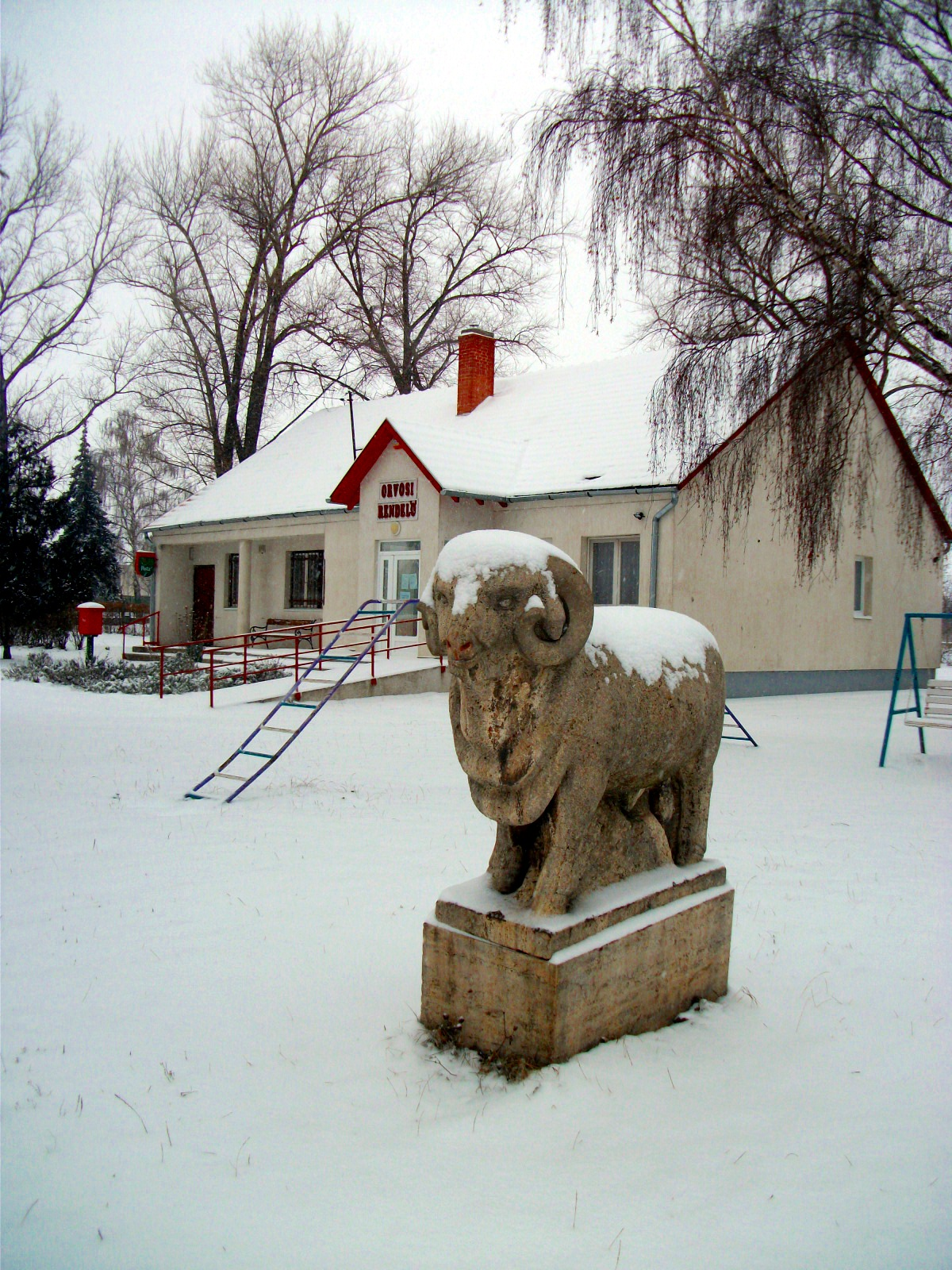
Az 1966-ban felállított kost ábrázoló szobra Zichyújfalu játszóterén

| Szobor neve                    | Anyaga        | Felállítás éve | Település              |
| ------------------------------ | ------------- | -------------- | ---------------------- |
| Szüretelők                     | fém           | 1954           | Budapest X. kerülete   |
| Olvasó férfi, Mandolinozó nő   | kő            | 1959           | Pécs                   |
| Diszkoszvető                   | kő            | 1960           | Debrecen               |
| Női akt                        | kő            | 1960           | Várpalota              |
| Tanítás                        | mészkő        | 1961           | Debrecen               |
| Ülő akt                        | kő            | 1963           | Pécsvárad              |
| Közlekedés                     | alumínium     | 1966           | Budapest XI. kerülete  |
| Kos                            | mészkő        | 1966           | Zichyújfalu            |
| Ülő nő                         | haraszti kő   | 1966           | Szekszárd              |
| Bogdánffy Ödön, Vásárhelyi Pál | vörösmárvány  | 1967           | Budapest XI. kerülete  |
| Thanhoffer Lajos               | vörösmárvány  | 1968           | Budapest VII. kerülete |
| Kémikusnő                      | mészkő        | 1969           | Szeged                 |
| Fiú diszkosszal                | mészkő        | 1968           | Kőszeg                 |
| Fekvő nő                       | mészkő        | 1971           | Harkány                |
| Vasvári Pál                    | bolgár mészkő | 1972           | Nyíregyháza            |
| Kreybig Lajos                  | bronz         | 1979           | Budapest XI. kerülete  |
| Vak Bottyán                    | bronz         | 1981           | Vaja                   |

## Ajánlott irodalom
- Rajna György. Budapest köztéri szobrainak katalógusa. Budapest: Budapesti Városszépítő Egyesület, 665. o. (1989)
- Tóth Attila. Szeged szobrai és muráliái. Szeged: Szeged Megyei Jogú Város Önkormányzata, 446. o.. ISSN 0133414X (1993)
- Romváry Ferenc. Pécs szobrai. Pécs: Pécs m. város Művelődésügyi Osztálya, 496. o. (1982). ISBN 963-03-1521-1
- Sz. Kürti Katalin. Köztéri szobrok és épületdíszítő alkotások Debrecenben és Hajdú-Biharban. Debrecen: Hajdú-Bihar Megyei Tanács V. B. Művelődésügyi Osztálya, 219. o. (1977). ISBN 9630306050